# Teitelbaum
A Teitelbaum (jiddisül טייטלבוים) zsidó családnév, amely jiddis-ónémet eredetű. Modern német megfelelője a Dattelbaum és datolyafát jelent.

## Híres Teitelbaum családok
- Teitelbaum rabbidinasztia

## Híres Teitelbaum nevű személyek
- Aaron Teitelbaum (1947) rabbi, szatmári rebbe
- Teitelbaum Joel (1887–1979) Szatmárnémeti ortodox főrabbija, szatmári rebbe
- Teitelbaum Mózes (1759–1841) újhelyi rebbe
- Teitelbaum Mózes (1914–2006) szatmári rebbe
- Zalman Teitelbaum (1951) rabbi, szatmári rebbe